# Kirchenbirkig

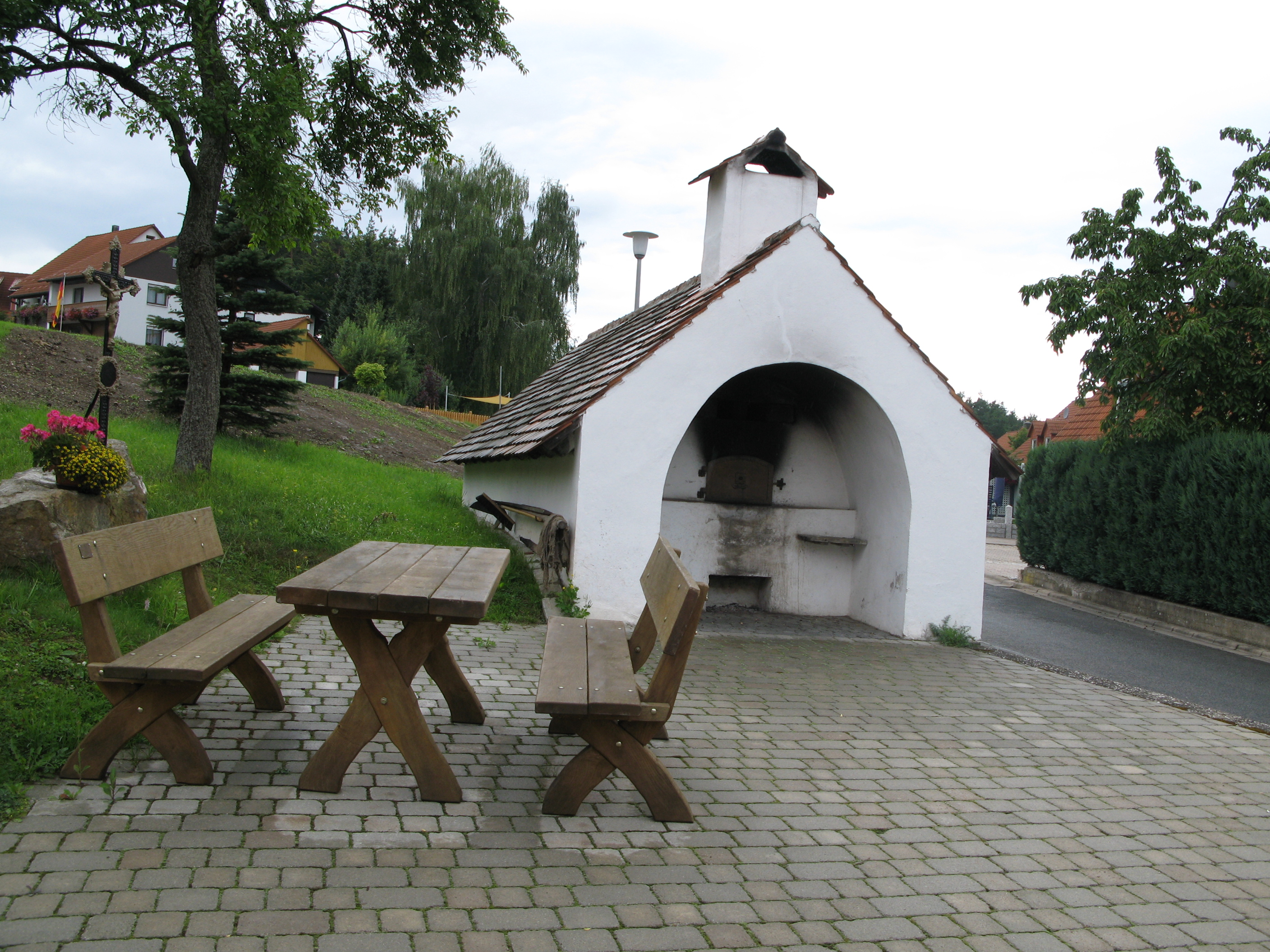
Dorfbackofen von Kirchenbirkig

Kirchenbirkig (abgeleitet von Kirche im Birkenwald) ist ein Gemeindeteil der Stadt Pottenstein im Landkreis Bayreuth (Oberfranken, Bayern). Die Gemarkung Kirchenbirkig hat eine Fläche von 10,162 km². Sie ist in 1805 Flurstücke aufgeteilt, die eine durchschnittliche Flurstücksfläche von 5629,69 m² haben. In ihr liegen neben dem namensgebenden Ort die Gemeindeteile Kleinkirchenbirkig, Trägweis und Weidenloh.
Das Pfarrdorf liegt in der Fränkischen Schweiz, etwa drei Kilometer südlich von Pottenstein.
Kirchenbirkig war bis zur Eingemeindung nach Pottenstein am 1. Januar 1972 eine Gemeinde. In der örtlichen Grund- und Teilhauptschule werden auch die Kinder der umliegenden Dörfer unterrichtet.
Als besondere touristische Attraktion wird jeden zweiten Donnerstag im Monat der dorfeigene Backofen befeuert und Zwiebelkuchen sowie Brot gebacken und verkauft.

## Geschichte
- 930: Otto von Wihsenstein hatte in Kirchenbirkig den Zehnt vom Bistum Würzburg als Lehen
- Mai 1738: In Kirchenbirkig und Weidenloh herrschte eine ansteckende Seuche.
- 1737: Das Schulhaus fiel einem Feuer zum Opfer.
- 1739: Ein Großteil von Kirchenbirkig brannte nieder.
- 1881: Gründung der Freiwilligen Feuerwehr Kirchenbirkig, die auch die Orte Trägweis und Weidenloh betreut.
- 1936–37: Die Pfarrkirche Johannes der Täufer erhielt einen großen Anbau.

## Baudenkmäler
In der Liste der Baudenkmäler in Pottenstein (Oberfranken) sind für Kirchenbirkig vier Baudenkmäler aufgeführt.